# Arevalillo
Arevalillo là một đô thị ở tỉnh Ávila, Castile và León, Tây Ban Nha. Theo điều tra dân số năm 2004 census (INE), đô thị này có dân số 120 người.
Đô thị này có diện tích 15,15 km², mật độ dân số 7,92 người/km².
| 1991 | 1996 | 2001 | 2004 |
| ---- | ---- | ---- | ---- |
| 185  | 152  | 131  | 120  |